# Psephotus dissimilis
O papagaio-encapuzado (Psephotellus dissimilis) também conhecido como periquito-encapuzado é uma espécie de papagaio nativa do Território do Norte na Austrália. É encontrado em savanas e florestas abertas e é uma das duas espécies existentes do seu gênero que se reproduzem em cupinzeiros.

## Taxonomia
O papagaio encapuzado está intimamente relacionado (e às vezes é considerado uma subespécie) ao papagaio de ombros dourados (Psephotus chrysopterygius '). Um estudo genético revelou que seus ancestrais provavelmente divergiram dos ancestrais desta espécie no final do mioceno ou no início do plioceno.